# サシャ・ビェラノヴィッチ
サシャ・ビェラノヴィッチ（Saša Bjelanović, 1979年6月11日 - ）はクロアチア・ザダル出身の元同国代表選手である。現役時代のポジションはFW（センターフォワード）。

## 経歴
U-20クロアチア代表の一員として1999年のFIFAワールドユース選手権に出場し1得点を挙げた。
2005年にクロアチア代表に選出、2005年2月9日のイスラエルとの親善試合で後半途中出場し代表デビューを飾った。同年3月の2006 FIFAワールドカップ欧州予選、対アイスランド戦と対マルタ戦のメンバーにも招集されたが両試合とも出場機会を得る事は無かった。

## 所属クラブ
- 1996-1999　NKザダル
- 1999　ディナモ・ザグレブ
- 1999-2000　NKイストラ
- 2000-2002　NKヴァルテクス・ヴァラジュディン
- 2002-2003　カルチョ・コモ
- → 2003　ACキエーヴォ・ヴェローナ (loan)
- 2003-2005　ジェノアCFC
- → 2004-2005　USレッチェ (loan)
- 2005-2007　アスコリ・カルチョ
- 2007-2008 　トリノFC
- 2008-2010　ヴィチェンツァ・カルチョ
- 2010-2011　CFRクルージュ
- 2011　アタランタBC
- 2011-2012　エラス・ヴェローナFC
- 2012-2013　CFRクルージュ
- 2013-2014　ヴァレーゼ・カルチョSSD
- 2014　ACRメッシーナ
- 2015　ポルデノーネ・カルチョ